# 의암성사 법설
《의암성사 법설》(義菴聖師法說)은 손병희가 저술하거나 설법한 것을 후에 천도교 교단에서 엮어서 펴낸 천도교의 경전이다. 

## 구성
1. 무체법경
2. 후경1
3. 후경2
4. 십삼관법
5. 각세진경
6. 명심장
7. 천도태원경
8. 대종정의
9. 수수명실록
10. 명리전
11. 삼전론
12. 이신환성설1
13. 이신환성설2
14. 성령출세설
15. 법문
16. 무하설
17. 인여물개벽설
18. 입진경
19. 우후청산
20. 아지정신
21. 삼화일목
22. 권도문
23. 강론경의
24. 위생보호장
25. 천도교와 신종교
26. 신앙통일과 규모일치
27. 원자분자설
28. 몽중문답가
29. 무하사
30. 강서
31. 시문